# Stazione di Santa Maria Colle di Serra
La stazione di Santa Maria Colle di Serra è la fermata ferroviaria della linea Benevento-Campobasso al servizio della località di Santa Maria Colle di Serra, nel comune di Morcone.

## Storia
La fermata, inaugurata il 12 febbraio 1882, si trova sulla ferrovia Benevento-Campobasso. Alla fine degli anni 1980 la fermata, situata nei pressi di un passaggio a livello, è stata resa impresenziata, ed era già servita da soli 2 convogli al giorno. A partire dall'orario 2008 la fermata è stata soppressa.

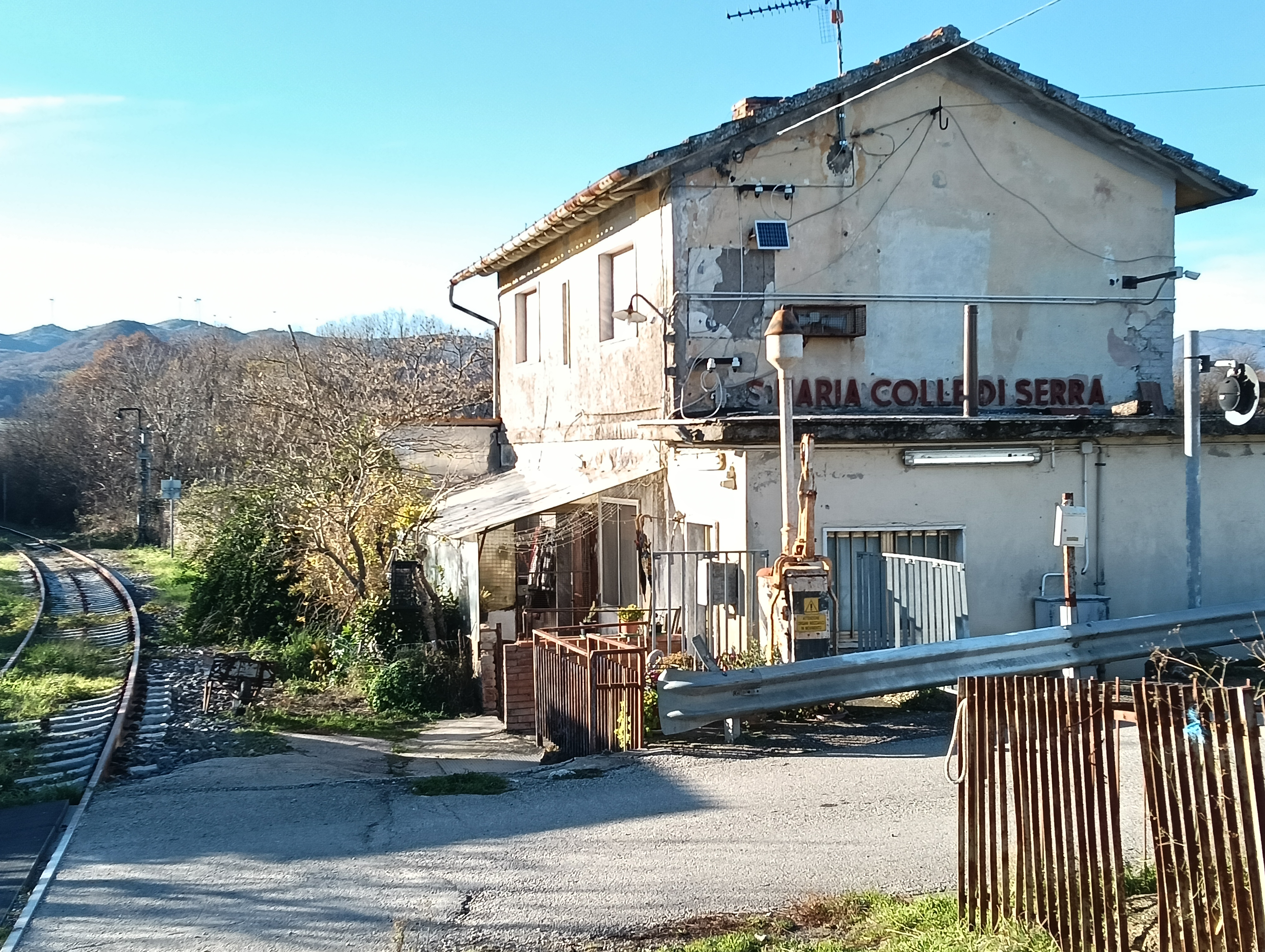
Santa Maria Colle di Serra, Stazione - 2024

## Strutture e impianti
La fermata era composta da un fabbricato viaggiatori e dal singolo binario per il transito dei treni. L'ex fabbricato viaggiatori, che era anche la casa cantoniera, è ora un'abitazione privata.

## Movimento
La fermata non ha mai avuto un grande traffico viaggiatori, principalmente perché situata in una contrada di campagna.